# 近鉄東美タクシー
近鉄東美タクシー株式会社（きんてつとうびたくしー）は、タクシー事業などを行う、近鉄タクシーグループの名古屋近鉄タクシーの子会社である。一般乗用旅客自動車運送事業などを行っている。

## 概要
1968年（昭和43年）11月1日に会社設立。
岐阜県中津川市内に3か所（中村・坂本・坂下）、恵那市、土岐市、多治見市、愛知県春日井市にそれぞれ1か所ずつの営業所を持つ。